# Kungariket Georgien

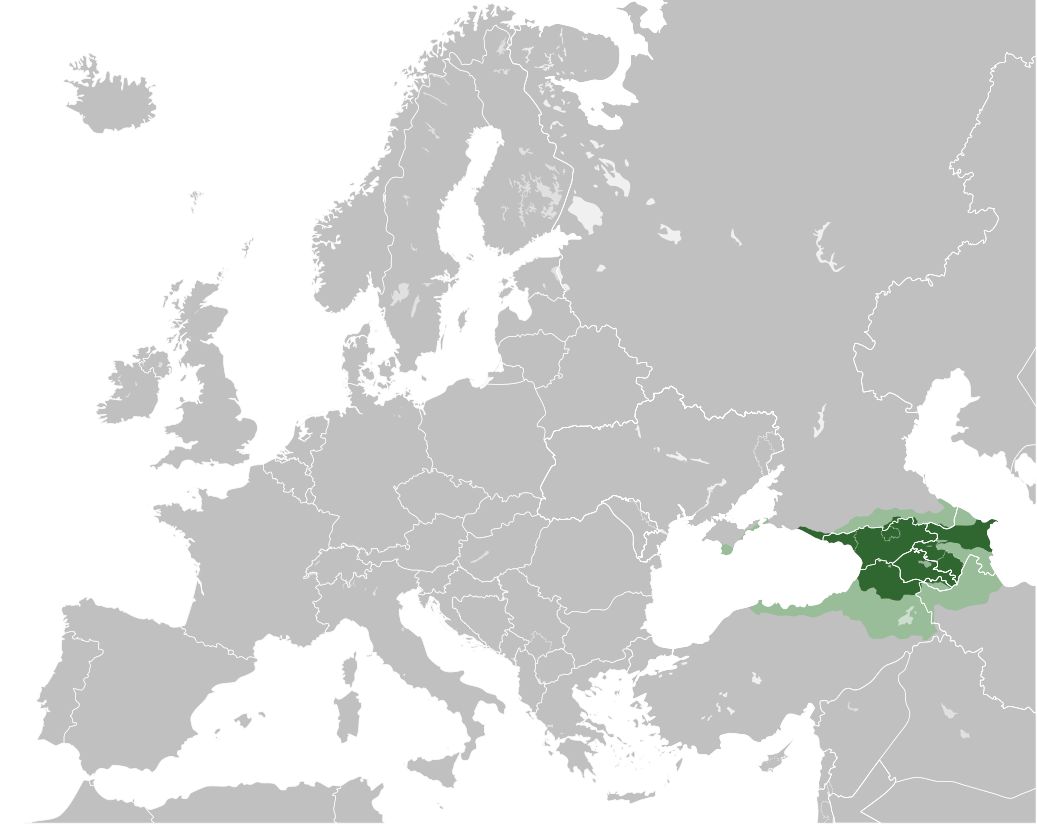
Kungariket Georgien

Kungariket Georgien (georgiska: საქართველოს სამეფო sakartvelos samepo) var ett historiskt kungarike i Kaukasus som uppstod 1008, när Bagrat III av kungadömet Abchazien även lade under sig kungarikena Kartli och Kachetien, och varade till 1465.
Det splittrade slutgiltigt i kungariket Imereti (1463–1810), kungariket Kakheti (1465–1762) och kungariket Kartli (1478–1762), och anses inte enat igen förrän under kungariket Kartli-Kakheti (1762–1801).  